# Gáborjánháza
Gáborjánháza község törpefalu Zala vármegye délnyugati szélén, a Lenti járásban, a Hetés néprajzi tájon a Kerka-vidéken. Igazgatási szempontból a rédicsi körjegyzőséghez tartozik.

## Fekvése
Hetés tájegységben fekszik, közvetlenül a szlovén határ mellett. A határ magyar oldalán mindössze két települési szomszédja van: kelet felől a másfél kilométerre lévő Szijártóháza, északnyugat felől pedig Bödeháza, mely a központjától mintegy három kilométerre esik. A szlovén oldalon a legközelebbi település Göntérháza (Genterovci), kevesebb, mint két kilométerre délnyugatra. A környék egyetlen nagyobb települése Rédics, 5 kilométerre keletre; a járási székhely, Lenti pedig ugyancsak keleti irányban fekszik a községtől, nagyjából 10 kilométerre.
A környék jelenlegi felszíne főleg az Ős-Mura hordalékából és az azóta rárakódott löszből és porból alakult ki az évszázadok alatt. Az ország legcsapadékosabb vidékei közé tartozik, éghajlatát elsősorban az Alpok, az Adriai-tenger és az Atlanti-óceán határozza meg. Az éghajlati tényezők kedvezőek a növénytermesztésre és állattenyésztésre, bár a talaj minősége erre a célra nem a legalkalmasabb.
A falu környéke síkság, ahol az emberek évszázadok óta mezőgazdaságból élnek. Határában sok az erdő, főleg tölgy, éger és nyárfa a jellemző fafajok. A ligetek közt főleg kökény, csipkebogyó és bodza található. Védett növényekben és állatokban is gazdag a terület – főleg a ragadozó madarak gyakoriak –, de sok a vadászható vad, a vaddisznó, a szarvas és az őz is. A falutól nyugatra folyik a Határ-patak. 

### Megközelítése
Csak alsóbbrendű közúton érhető el, a 86-os és 75-ös főutak csomópontjából, Rédics belterületének nyugati szélén kiágazó – lényegében a 75-ös egyenes folytatásának tekinthető – 74 126-os számú mellékúton, mely innen még továbbvezet Bödeházáig, illetve az országhatár ottani szakaszáig. A falu központjából Göntérháza felé egy mezőgazdasági út vezet, Szíjártóházával és Zalaszombatfával pedig egy önkormányzati út köti össze.
Külterületeit délen átszeli még a 74 192-es számú mellékút is, mely Rédics felől az országhatárig vezet, szlovéniai folytatása pedig azon túl Göntérháza-Radamos felé.
Magyarországon belül a legközelebbi főutak a már említett 86-os és 75-ös főút, ezek tekinthetők a legfontosabb közúti megközelítési útvonalainak, de a szlovén oldalon a közelben halad el az A5-ös autópálya is.
Vasútvonal nem érinti, a legközelebbi vasúti csatlakozási lehetőséget a Zalaegerszeg–Rédics-vasútvonal Rédics vasútállomása kínálja, a névadó település északnyugati részén.
Főutcáján végighalad a Hetés tájegység településeit felfűző Mesés Hetés Zöldút elnevezésű turistaútvonal.

## Története
A település nevét 1389-ben említik először Gabrianhaza néven, mely valószínűleg az első, itt letelepült személy nevéből ered. Ezután bizonyíthatóan az alsólendvai Bánffy család birtokai közé került. 1690-ben az Esterházy család vette át a terület fölött a tulajdoni jogot.
A trianoni békeszerződés után határmenti faluvá vált. Mivel így elszakadt Lendvától, ahová addig felekezetként tartozott, 1928-ban megalapították a különálló lelkészséget. Ennek következtében 1932-34-ben megépült az azóta is álló katolikus templom, melyben egy 1626-ban, Grazban öntött harang található.
A II. világháború után a falu hanyatlásnak indult a közeli jugoszláv határ és a határsáv miatt. A lakosság száma apadásnak indult, a csökkenés ma is tart. Jelenleg kevesebb, mint 70 fő él a településen, de közöttük is sok az idős, egyedülálló ember.
A vidékre és így Gáborjánházára is jellemző a hetési szőttes, fonás, szövés. A faluban sokáig működött egy hetési szőttest előállító kézműipari üzem, mely azonban mára megszűnt. Van a községben könyvtár, élelmiszerbolt, valamint négy falut ellátó falugondnoki szolgálat, viszont nincs polgárőrség.

## Közélete

### Polgármesterei
- 1990–1994: Szekeres Ágoston (független)[6]
- 1994–1998: Szekeres Ágoston (független)[7]
- 1998–2002: Szekeres Ágoston (független)[8]
- 2002–2006: Szekeres Ágoston (független)[9]
- 2006–2010: Bekő Lajos (független)[10]
- 2010–2014: Szekeres István(független)[11]
- 2014–2019: Pantó László (független)[12]
- 2019–2024: Pantó László (független)[13]
- 2024– : Pantó László (független)[1]

## Gazdasága
Gáborjánháza a Lenti "Szabadság" Vadásztársasághoz tartozik a vadászati jogok terén.

## Népesség
A település népességének változása:
| Lakosok száma | 71   | 69   | 69   | 71   | 68   | 64   | 64   |
|               | 2013 | 2014 | 2015 | 2021 | 2022 | 2023 | 2024 |

A 2011-es népszámlálás idején a 65 lakosból 63 magyar nemzetiségűnek, 54 római katolikus vallásúnak vallotta magát.
2022-ben a lakosság 86,8%-a vallotta magát magyarnak, 10,3% szlovénnek, 5,9% németnek (13,2% nem nyilatkozott; a kettős identitások miatt a végösszeg nagyobb lehet 100%-nál). Vallásuk szerint 60,3% volt római katolikus, 4,4% református, 2,9% evangélikus, 1,5% egyéb katolikus, 2,9% felekezeten kívüli (27,9% nem válaszolt).

## Nevezetességei
A falu központi helyén található a harmincas években épült katolikus templom, mely a falukép egyik meghatározója. A nyugodt környezet és a vadban gazdag környék csábítóan hat az idelátogatókra. Aki pihenésre vágyik, az megtalálja a számításait ebben a kis hetési községben.